# Sarmydus fujishiroi
Sarmydus fujishiroi là một loài bọ cánh cứng trong họ Cerambycidae.